# ロマン・セレンターノ
ロマン・セレンターノ（Roman Celentano, 2000年9月14日 - ）は、アメリカ合衆国イリノイ州ネイパービル出身のプロサッカー選手。メジャーリーグサッカーのFCシンシナティ所属。ポジションはゴールキーパー。

## 経歴

### ユース
2016年から2019年までユースクラブのシカゴ・ソッカーズでプレーした。

### カレッジ

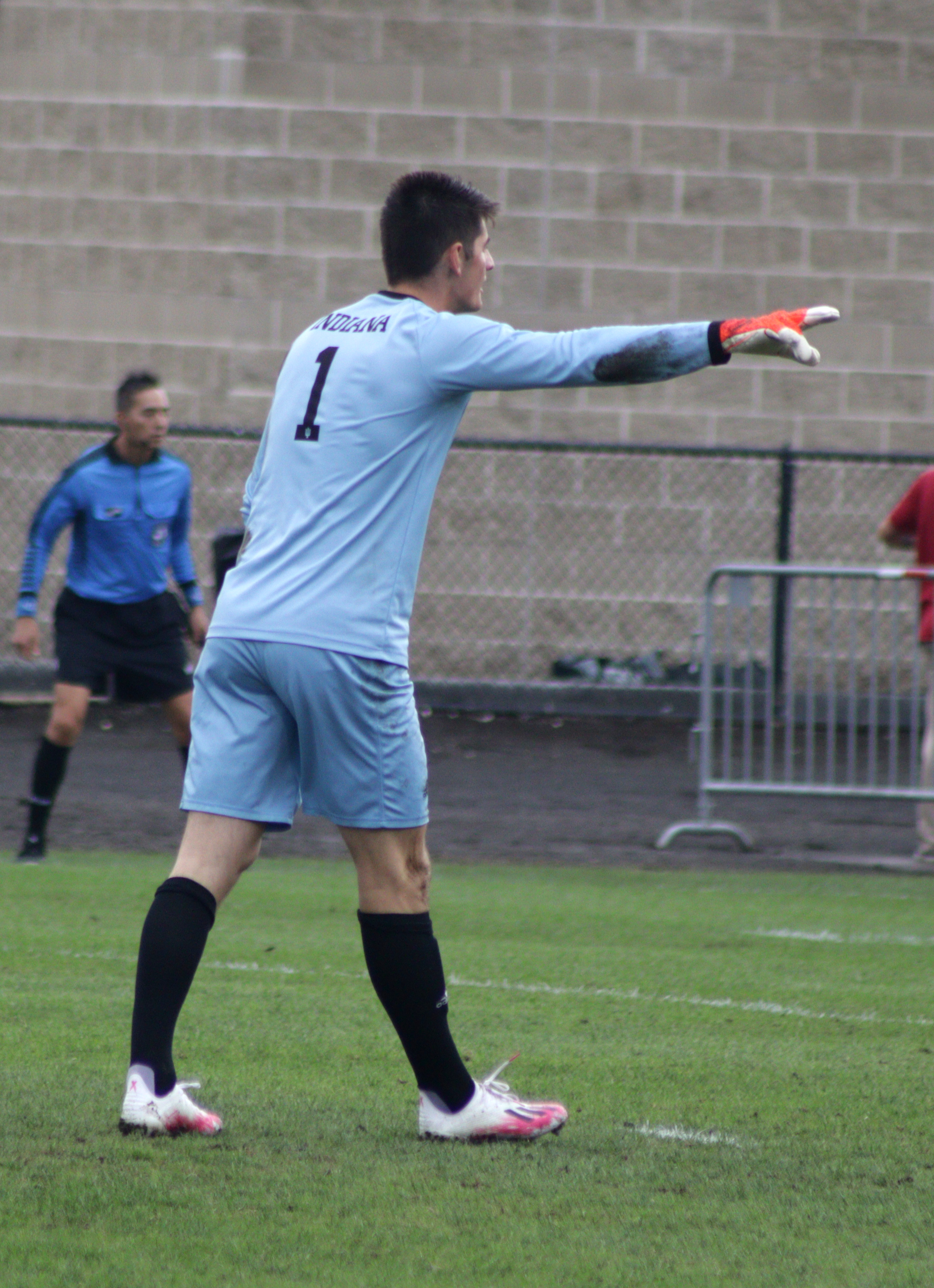
インディアナ大学でのセレンターノ
(2021年)

2019年にインディアナ大学へ進学。3年間プレーしてビッグ・テン・カンファレンスのレギュラーシーズン、トーナメントでそれぞれ2回優勝し、カンファレンスの最優秀ゴールキーパー賞を2度受賞した。

### FCシンシナティ
大学での4年目のシーズンはプレーせず、メジャーリーグサッカーとジェネレーション・アディダス契約を結んだ。その後、2022年のMLSスーパードラフトにて、FCシンシナティから全体2位指名され入団した。ゴールキーパーとしては2014年のアンドレ・ブレイク以来、最高順位での指名となった。
2022年3月27日にリザーブチームのFCシンシナティ2でプロデビューした。その後4月19日にUSオープンカップのピッツバーグ・リバーハウンズSC戦でシンシナィのトップチームとして初出場し、24日のロサンゼルスFC戦でMLS公式戦に初出場した。5月4日のトロントFC戦でプロ初のクリーンシートを記録した。

## 代表歴
2023年1月にアメリカ合衆国代表のトレーニングキャンプに招集された。チームはセルビア、コロンビアと親善試合を行ったが、自身の出場はなかった。